# إذاعة الشلف
إذاعة شلف هي إذاعة محلية بولاية الشلف الجزائرية تبث برامجها باللغة العربية و الفرنسية على موجة أف أم 87.70.

## وصلات خارجية
- قائمة الإذاعات المحلية بالجزائر
- الموقع الرسمي لإذاعة الشلف
- شبكة الإذاعات الجهوية

قالب:إذاعات جزائرية